# 44 av. J.-C.
Cette page concerne l'année 44 av. J.-C. du calendrier julien. En 1883, le chercheur allemand Matzat la considère comme bissextile, selon un cycle triannuel achevé en 4 ap. J.-C. par la réforme d’Auguste. Son modèle est corroboré par un papyrus égyptien découvert en 1999.

## Événements

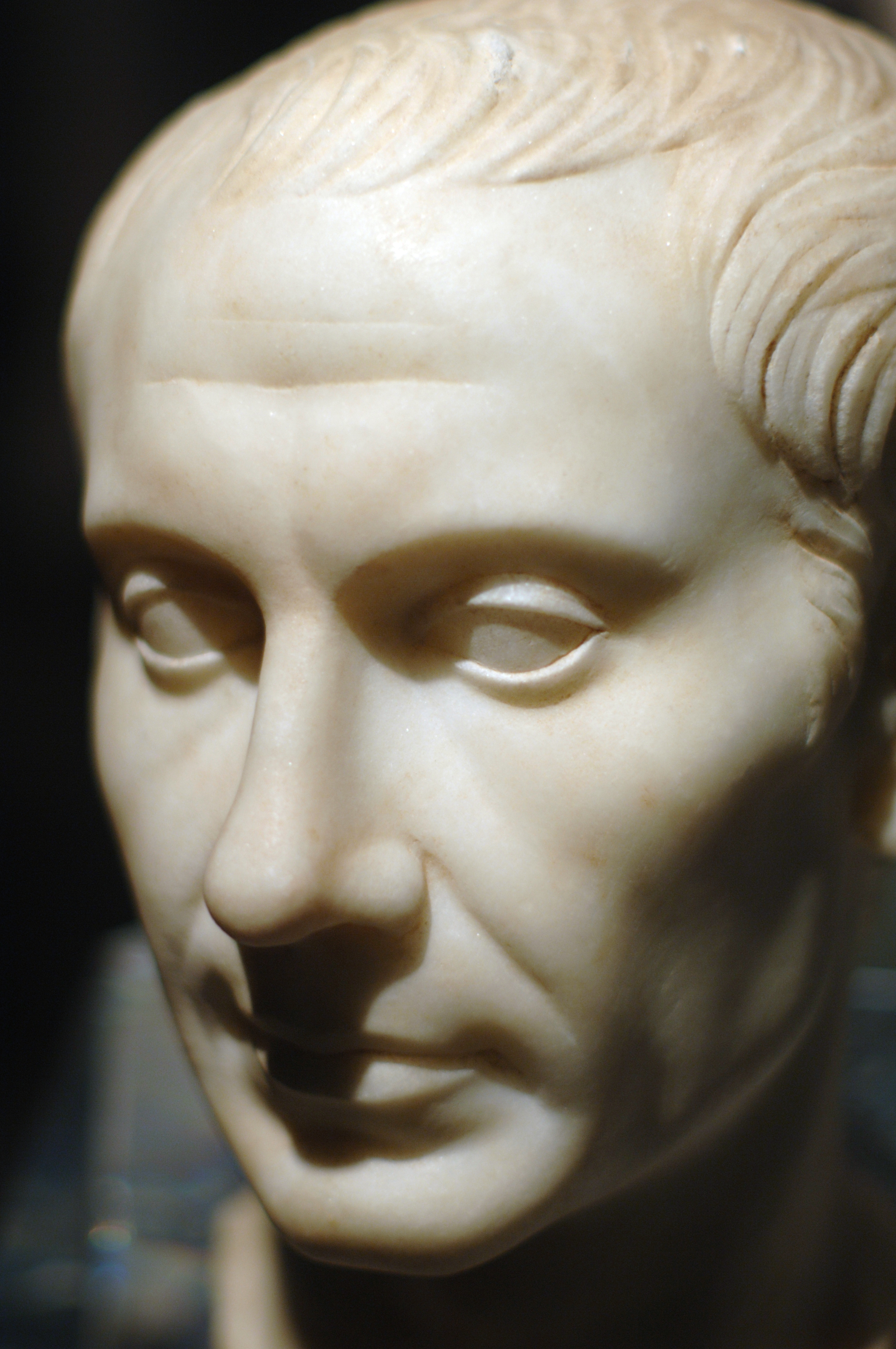
César dispose d’un pouvoir monarchique (le Dominat de Cicéron). Il conçoit cette monarchie comme héréditaire, pour éviter une guerre civile inéluctable après sa mort. S’il n’a pas de fils, il désigne à sa succession au titre d’imperator son petit-neveu Caius Octavius, le futur Auguste, alors âgé de dix-huit ans. Avant de quitter Rome pour son expédition contre les Parthes, il l’adopte par testament et le constitue son héritier. Il ne manque à son pouvoir que le titre de roi.

- 1er janvier : début à Rome du consulat de Jules César (pour la cinquième fois) et de Marc Antoine (premier consulat). Suffect : Publius Cornelius Dolabella[2]. César obtient la libre disposition des gouvernements provinciaux, l’introduction dans tous les collèges religieux, le droit de porter le costume des anciens rois, le remplacement du siège curule par un trône d’or, l’institution de prières et de vœux pour son bonheur, la création en son honneur d’une troisième confrérie de Luperques, les Luperques Juliens, l’attribution au mois de sa naissance du nom de Julius, la dédicace d’un temple sous le nom de Jupiter Julius avec un flamine chargé d’en desservir le culte[3].
- 26 janvier : César regagne Rome à son retour des Féries latines. Il est acclamé roi (rex) par la foule[2].
- 14 février : lors d'une séance du Sénat, César est déclaré officiellement dictateur à vie[4].
- 15 février : aux Lupercales, Antoine présente publiquement à César le diadème royal, mais il n’ose pas l’accepter, craignant la réaction de l’opinion publique[2].
- 15 mars/Ides de mars : Jules César est assassiné par Marcus Junius Brutus, Caius Cassius Longinus et 21 autres conjurés. Il est percé, dit-on, de vingt-trois coups d’épée (Tu quoque mi fili)[2].
- 17 mars : le consul Antoine obtient avec l'aide de Cicéron un accord politique de réconciliation qui entérine les actes de César tout en amnistiant ses assassins[2].
- 19 mars : ouverture du testament de César. Octave est désigné comme héritier principal[5].
- 20 mars : funérailles de César[2].
- Printemps : Sittius, gouverneur romain de Cirta, est assassiné par Arabion, fils du roi de Maurétanie Massinissa II, qui repousse Bocchus II vers l'ouest mais ne peut prendre Cirta[6]. Les partisans de Sittius, les Sittiani, restent pourtant dans la capitale numide et ses environs, et sont à l’origine de la colonie de Cirta (« Colonia Julia Juvenalis Honoris et Virtulis Cirta »), qui associé aux cités de Chullu, Rusicade et Milev, forme une confédération[7].
- 11 avril : Le Sénat romain confirme le traité d'amitié de César avec Hyrcan II de Judée et les privilèges des Juifs[2].
- 18 avril, Naples : Octave, désigné par César comme successeur, rentre d’Orient (il a refusé de se rendre auprès des légions de Macédoine) pour réclamer son héritage contre Marc Antoine[8].
- Avril : Brutus et Cassius quittent Rome[5].
- 8 mai : Octave accepte l’héritage de César. Il prend le nom de Caius Julius Caesar Octavianus (Octavien) à la suite de son adoption par son oncle défunt Jules César[9].
- 1er juin : Marc Antoine obtient pour six ans le gouvernement de la Gaule cisalpine et de la Gaule transalpine ; le tirage au sort donne la Macédoine à Decimus, qui résiste à Modène. Dolabella reçoit la province de Syrie avec le commandement de la guerre contre les Parthes[2].
- 3 juin : ratification posthume des actes de César[2].
- 5 juin : Brutus reçoit la Crète et Cassius la Cyrénaïque pour un an, avec la mission de collecter du grain en Sicile et en Asie[2].
- 7 juillet : Marc Antoine préside les Jeux apollinaires en l'absence du préteur urbain Brutus[10].
- 12 juillet : Octavien distribue de l’argent à la populace pour la célébration de l’anniversaire de César[2].
- 20-30 juillet : Octavien préside les jeux en l’honneur de César (Ludi Victoriae Caesaris). Le passage d’une comète fait dire que c’est l’âme de César qui est allée rejoindre les dieux[5].

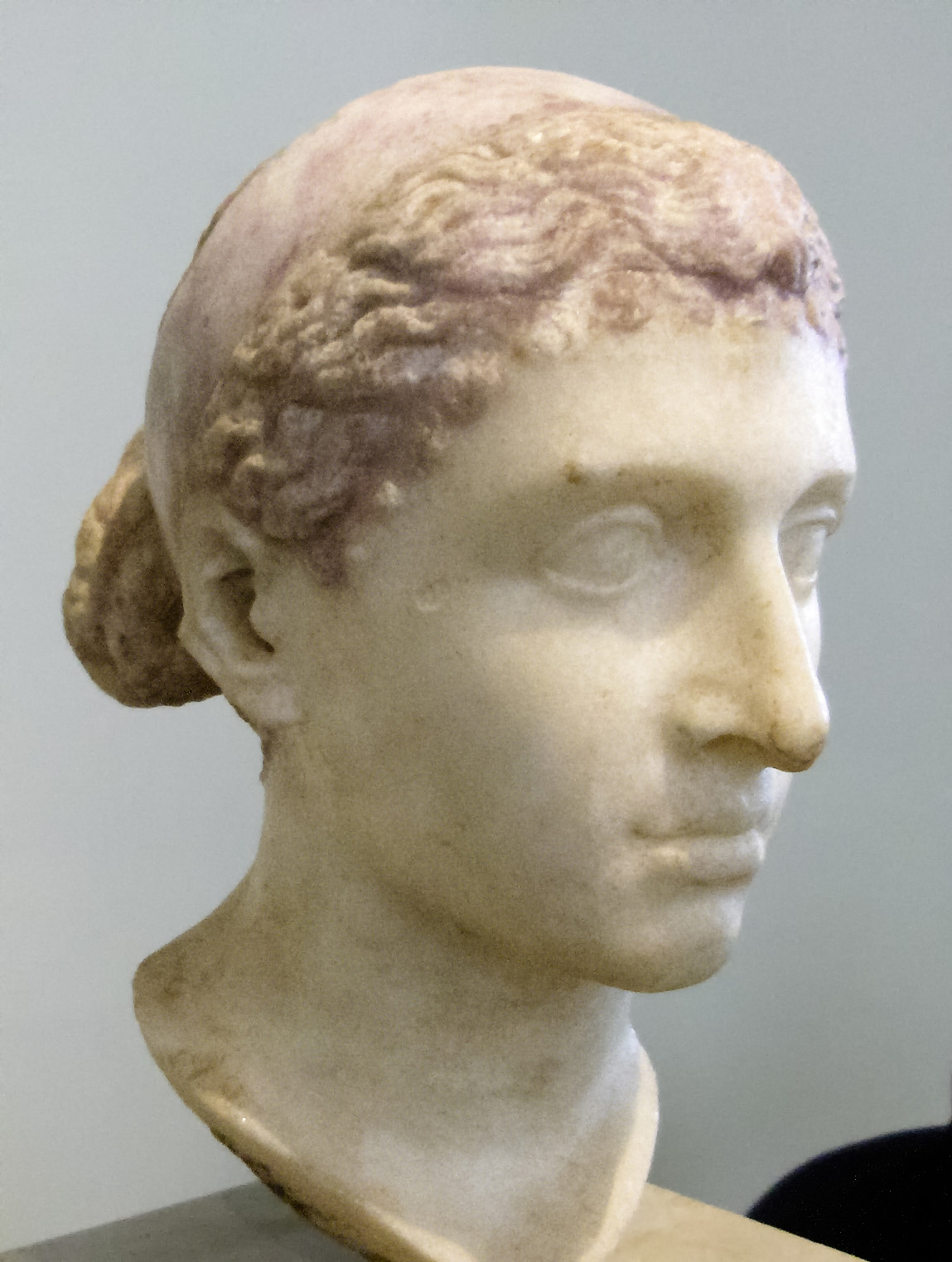
Buste de Cléopâtre VII. Altes Museum, Berlin.

- Juillet : retour de Cléopâtre VII à Alexandrie après un séjour de plusieurs années à Rome. À peine arrivée, elle fait assassiner Ptolémée XIV Philopator II afin d'éviter un rival potentiel à son pouvoir et à son fils Ptolémée XV Césarion (entre le 26 juillet[11] et le 2 septembre[12]). Ptolémée XV est associé au pouvoir (la corégente est attestée le 5 novembre 45 av. J.-C., en 41/42, en 41/40 et probablement en 40/39)[13]. À la mort de Jules César, Cléopâtre VII cherche d’autres appuis. Elle soutient la lutte contre les césaricides, mais favorise cependant Caius Cassius Longinus en sous-main.
- Août : décret de Marc Antoine déclarant hors-la-loi les assassins de César[5].
- 1er septembre : Octavien fait décider un jour d'actions de grâces au nom de César à chaque victoire de Rome[5].
- 2 septembre : première Philippique. Cicéron attaque vivement Antoine, qui favorise sans clairvoyance le jeune Octavien[5].
- 19 septembre : Marc Antoine riposte à la Première Philippique en accusant Cicéron d’avoir commandité l’assassinat de César[14].
- 9 octobre : Cicéron, qui a quitté Rome, compose la Deuxième Philippique, en réponse aux accusations d’Antoine[14]. D’octobre à décembre, il écrit De Officiis avant son retour à Rome en décembre[15].
- 9 décembre : retour de Cicéron à Rome[2].
- 20 décembre : troisième et quatrième Philippiques prononcées, l'une au Sénat, l'autre devant le peuple : Cicéron dénonce Antoine comme un ennemi public et demande le ralliement à Octavien[5].
- Décembre : début de la guerre de Modène entre Octavien et Antoine[5]. Antoine envahit la Cisalpine et assiège Decimus à Mutina[2].

- En Judée, après le meurtre de César, Antipater et son fils Hérode Ier le Grand se rallient au gouverneur de Syrie, Caecilius Bassus, ex-partisan de Pompée le Grand. Celui-ci s’empresse de demander un tribut de 700 talents qu’Antipater répartit entre les notables du royaume. Hérode Ier le Grand s’acquitte de son tribut de 100 talents. Comme Malichus, chargé de la région de Gophna (Jifna), Emmaüs, Lydda et Thamna tarde à verser le tribut, Cassius commence à marcher sur ce district, mais Antipater le prévient par un versement de 100 talents. Antipater lui-même tombe victime de la jalousie de Malichus qui l’empoisonne. Hérode Ier le Grand, appuyé par Cassius qui l’a nommé intendant de Syrie, venge son père en faisant assassiner Malichus près de Tyr (43 av. J.-C.)[16].
- Reconstruction de Corinthe, en Grèce, sur ordre de César[17].
- Grande éruption volcanique de l'Apoyeque.
- Fondation d’Augst (Suisse), la plus ancienne colonie romaine sur le Rhin, sous le nom de Colonia Raurica par Lucius Munatius Plancus[18].

## Naissances en 44 av. J.-C.
- Avant le 20 avril (selon une lettre de Cicéron) : Césarion, fils de Cléopâtre VII (ou le 23 juin 47 av. J.-C. selon un texte démotique[13])[19].

## Décès en 44 av. J.-C.
- 15 mars : Jules César, assassiné.
- Printemps : Publius Sittius, aventurier, financier et chef d'armée mercenaire romain.
- après le 26 juillet : Ptolémée XIV, assassiné par sa sœur Cléopâtre.
- Burebista, roi des Daces, assassiné.